# Sokolî, Rozdolne
Sokolî (în ucraineană Соколи) este un sat în comuna Serebreanka din raionul Rozdolne, Republica Autonomă Crimeea, Ucraina.

## Demografie
Componența lingvistică a localității Sokolî
     Rusă (41,67%)
     Ucraineană (30,68%)
     Tătară crimeeană (25,38%)
     Belarusă (2,27%)
Conform recensământului din 2001, nu exista o limbă vorbită de majoritatea populației, aceasta fiind compusă din vorbitori de rusă (41,67%), ucraineană (30,68%), tătară crimeeană (25,38%) și belarusă (2,27%).